# Лаку-Лабарт, Филипп
Фили́пп Лаку́-Лаба́рт (фр. Philippe Lacoue-Labarthe, 6 марта 1940, Тур — 28 января 2007, Париж) — французский философ

, литературный критик и переводчик.
Лаку-Лабарт испытал влияние Мартина Хайдеггера, Жака Деррида, Жака Лакана, Пауля Целана, а также идей немецкого романтизма и деконструкции. Этим темам и авторам он посвятил значительную часть своих работ. Лаку-Лабарт также переводил на французский язык Хайдеггера, Целана, Ницше, Гёльдерлина и Беньямина.
Был членом и президентом Международного философского колледжа.

## Работы
Работы, включая написанные в сотрудничестве с Ж.-Л. Нанси
- Le Titre de la lettre: une lecture de Lacan, avec Jean-Luc Nancy, Galilée, 1973.
- L’Absolu littéraire: théorie de la littérature du romantisme allemand, avec Jean-Luc Nancy, Le Seuil, 1978.
- Le Sujet de la philosophie: Typographies 1, Flammarion, 1979.
- L’Imitation des modernes: Typographies 2, Galilée, 1985.
- La Poésie comme expérience, Bourgois, 1986.
- La Fiction du politique: Heidegger, l’art et la politique, Bourgois, 1988.
- Musica ficta: figures de Wagner, Bourgois, 1991.
- Le Mythe nazi, avec Jean-Luc Nancy, L’Aube, 1991.
- Pasolini, une improvisation : d’une sainteté, plaquette, William Blake & Co, 1995.
- Métaphrasis, suivi de Le théâtre de Hölderlin, PUF, 1998.
- Phrase, Bourgois, 2000.
- Poétique de l’histoire, Galilée, 2002.
- Heidegger : la politique du poème, Galilée, 2002.
- L'" Allégorie ", suivi de Un Commencement de Jean-Luc Nancy, Galilée, 2006.
- La Vraie Semblance, publication posthume revue par Leonid Kharlamov, Galilée, 2008.
- Préface à La Disparition, Bourgois, 2009.

В сотрудничестве с другими авторами
- Portrait de l’artiste, en général, avec Just another story about leaving, recueil de photographies d’Urs Lüthi, Bourgois, 1979.
- Retrait de l’artiste en deux personnes, autour d’autoportraits de François Martin, FRAC Rhône-Alpes, 1985.
- Sit venia verbo avec Michel Deutsch, Bourgois, 1988.

## На русском языке
- Лаку-Лабарт Ф. Трансценденция кончается в политике // Социо-Логос постмодернизма. Альманах Российско-французского центра социологических исследований Института социологии Российской Академии наук. — М.: Институт экспериментальной социологии, 1996. — С. 171—214.
- Лаку-Лабарт Ф. Пазолини, импровизация // Киноведческие записки. — 1997. — № 32.
- Лаку-Лабарт Ф. Поэтика и политика // Поэтика и политика. Альманах Российско-французского центра социологии и философии Института социологии Российской Академии наук. — М.; СПб.: Институт экспериментальной социологии : Алетейя, 1999. — С. 350.
- Лаку-Лабарт Ф. Musica ficta : Фигуры Вагнера / Пер. с фр., послесловие и примеч. В. Е. Лапицкого. — СПб. : Axioma : Азбука, 1999. — 218 с.; 21 см. — (XX век. Критическая библиотека). ISBN 5-7684-0536-4
- Лаку-Лабарт Ф. Молитва // Иностранная литература. — 1999. — № 12.
- Лаку-Лабарт Ф., Нанси Ж.-Л. Нацистский миф / Пер. с фр. С. Л. Фокина. — СПб. : Фонд Ун-т : Владимир Даль, 2002. — 77 с. — (ПОЛIΣ). ISBN 5-93615-027-5
- Лаку-Лабарт Ф. Проблематика возвышенного // Новое литературное обозрение. — 2009. — № 95.
- Лаку-Лабарт Ф. Поэзия как опыт. — М.: Три квадрата, 2015. — 192 с. ISBN 978-5-94607-195-6.

### Интервью
- Маркс как философ «технэ». Беседа Елены Петровской с Филиппом Лаку-Лабартом // «Синий диван» № 10/11, 2007
- Национальная эстетика и метафизическая традиция (недоступная ссылка)  (недоступная ссылка с 20-05-2013 [4396 дней]). Беседа Михаила Рыклина с Филиппом Лаку-Лабартом

### На русском языке
- Лаку-Лабарт. Статья в Новом философском словаре.